# Văleni (gmina Ruginești)
Văleni – wieś w Rumunii, w okręgu Vrancea, w gminie Ruginești. W 2011 roku liczyła 243
mieszkańców